# 中倉啓敦
中倉 啓敦（なかくら ひろのぶ、2000年9月21日 - ）は、愛知県名古屋市緑区出身の元陸上競技選手。専門は中距離走・長距離走。愛知高等学校、青山学院大学社会情報学部・社会情報学科卒業。

## 経歴

### 高校時代まで
- 名古屋市立神の倉中学校から陸上競技部に入部。中学3年生時に名古屋市中学校郵政駅伝競走へ出場、1区区間賞を獲得し、当中学校の準優勝に導いた。
- 高校は愛知高等学校に進学し、引き続き陸上部に所属。高校3年生時に全国高校総体陸上大会（三重県伊勢市）へ出場、男子1500m決勝で8位入賞を果たした。

### 大学時代
- 原晋からスカウトを受け高校卒業後の2019年4月に青山学院大学へ入学し、陸上競技部・男子長距離ブロックに所属した。
- 当大学1年生時、同年5月26日に関東インカレの男子1500m決勝に出場し、7位入賞。ただし、三大駅伝はいずれも出場しなかった。
- 当大学2年生時、2020年10月に開催予定だった第32回出雲駅伝は、新型コロナウイルス感染拡大防止により中止。同年11月の第52回全日本大学駅伝も不出場（青学大は4位）。
- 2021年1月開催の第97回箱根駅伝へ、自身初の三大駅伝に初出場。前日の往路では12位と大きく出遅れてしまい、総合優勝が絶望的となる。翌日、中倉は復路・アンカー区間の10区を担当。一度は3位の東洋大・清野太雅を追い抜くも、終盤に抜き返され総合4位でフィニッシュ[1]。総合2連覇こそ逃したものの、復路記録は総合優勝の駒澤大を2秒上回り、復路優勝を果たした[2]。
- 当大学3年生時、2021年10月の第33回出雲駅伝と11月の第53回全日本大学駅伝は共に出場なし。
- 2022年1月開催の第98回箱根駅伝では、2年連続で10区を担当。前日に2年ぶり5度目の往路優勝を達成した青学大は、復路でも2位以下の大学を更に引き離して独走状態となる。中倉は9区・中村唯翔に続き区間新記録を樹立し[3]、2年振り6回目の総合優勝（および復路新記録、総合新記録）を成し遂げた[4][5]。
- 当大学4年生時、2022年10月の第34回出雲駅伝と同年11月開催の第54回全日本大学駅伝は不出場。
- 2023年1月の第99回箱根駅伝では、3年連続で10区を担当。前日の往路を1位・駒澤大と2分03秒差の3位で終えるも、6区で大きく突き放され、総合優勝及び復路優勝は絶望的となる。中倉は3位で襷を受けそのままフィニッシュしたが、2連覇はならず。また、第90回大会以来往路・復路・総合でいずれも優勝を逃し、9年ぶりの無冠となる。中倉自身も前回樹立した区間記録からタイムを2分以上落とし、区間7位にとどまった[6]。

### 大学卒業後
大手生命保険会社に入社後も勤務の傍ら絆ランニング倶楽部所属の市民ランナーとして競技を継続しており、第64回・65回東日本実業団対抗駅伝競走大会に出走している。

## 戦績

### 大学駅伝戦績
| 学年（年度）       | 出雲駅伝              | 全日本大学駅伝        | 箱根駅伝                                    |
| ------------------ | --------------------- | --------------------- | ------------------------------------------- |
| 1年生 （2019年度） | 第31回 ― - ― 出場無し | 第51回 ― - ― 出場無し | 第96回 ― - ― 出場無し                       |
| 2年生 （2020年度） | 第32回 （開催中止）   | 第52回 ― - ― 出場無し | 第97回 10区-区間4位 1時間10分17秒           |
| 3年生 （2021年度） | 第33回 ― - ― 出場無し | 第53回 ― - ― 出場無し | 第98回 10区-区間賞 1時間07分50秒 区間新記録 |
| 4年生 （2022年度） | 第34回 ― - ― 出場無し | 第54回 ― - ― 出場無し | 第99回 10区-区間7位 1時間09分59秒           |

## 自己記録
- 1500m - 3分50秒37（2018年8月3日、全国高校総体陸上大会）
- 5000m - 13分55秒29（2020年10月3日、第1回絆記録挑戦会）
- 10000m - 28分33秒71（2021年11月24日、GMOインターネットグループpresentsMARCH対抗戦）
- ハーフマラソン - 1時間02分26秒（2020年1月12日、第47回高根沢町元気あっぷハーフマラソン）